# Barco de Val d’Eorras

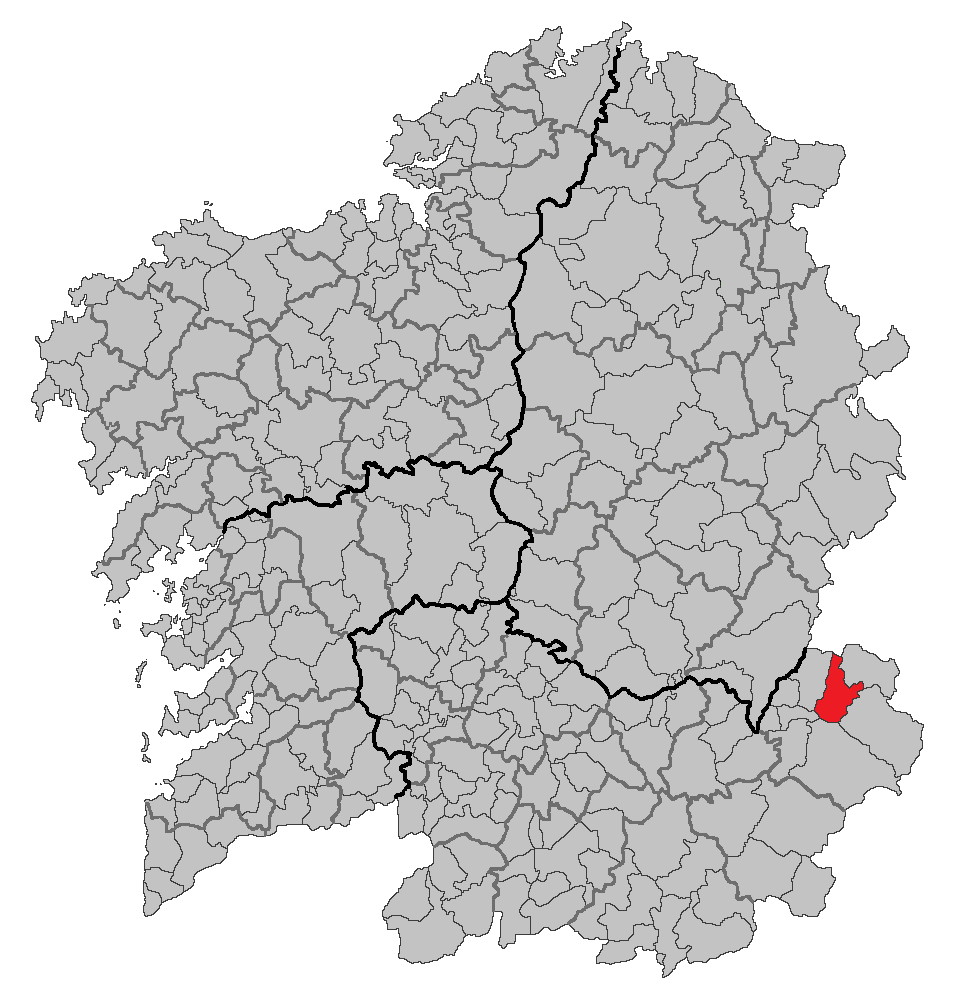
Localização do Barco de Valdeorras

Barco de Val d'Eorras (O Barco de Valdeorras; em espanhol El Barco de Valdeorras) é um município da Espanha na província
de Ourense,
comunidade autónoma da Galiza, de área 86,1 km² com uma população de 13 943 habitantes (2007) e densidade populacional de 158,07 hab/km².
Localizado no extremo nor-oriental da Província de Ourense, dista da capital provincial 112 km pela estrada N-120. Localizado no vale do rio Sil, circundo por altas montanhas - a Pena Trevinca é a altura mor da Galiza (2.127 m) -, é o centro da Comarca de Valdeorras.
Uma das bases da sua economia é a exploração e tratamento de lousas (ardósias) ademais da produção de vinho de grande qualidade, incluso na "Denominación de Origen Valdeorras". Desde o largo do "Malecón", na beira do Sil, e as montanhas se podem olhar formosas paisagens. O conjunto monumental do Barco também pode ser um bom mirante do núcleo do Barco e do rio Sil. Restos da cultura romana e vários paços são o mais destacado do local, assim como as festas em honra do padroeiro, o Santo Cristo, em 13 de Setembro, dias em que se organizam várias atividades.

## Demografia
| Variação demográfica do município entre 1991 e 2004 | Variação demográfica do município entre 1991 e 2004 | Variação demográfica do município entre 1991 e 2004 | Variação demográfica do município entre 1991 e 2004 |
| --------------------------------------------------- | --------------------------------------------------- | --------------------------------------------------- | --------------------------------------------------- |
| 1991                                                | 1996                                                | 2001                                                | 2004                                                |
| 10495                                               | 11828                                               | 12959                                               | 13518                                               |

## História
Nasceu como uma pequena aldeia edificada arredor do local onde pousava a barca (o local ainda é conhecido como Porto da Barca e apresenta restos dum cais) que atravessava o rio Sil até a vizinha aldeia de Viloira, onde ficava a igreja paroquial da que dependeu o nascente Barco. De facto nas primeiras menções é chamado Barco de Viloira. Cita-se também uma pequena capela avocada por S. Roque. No século XVII forma uma freguesia independente, sob tutela de S. Mauro ou S. Amaro. Durante a Idade Moderna, depende judiciariamente do Conde de Ribadavia, como quase toda a Comarca do Valdeorras, que fixa a capital na próxima aldeia da Vila do Castro, onde construíra uma torre-fortaleza. No final do século XVIII, ainda sem ser O Barco o local mais populoso da Jurisdição, converteu-se no mais importante em quanto lá moravam os burocratas condais (juízes, notários, aguazis, etc).
O século XIX inicial esteve marcado pela accão dos invasores franceses, que entram na vila a inícios de 1809. Os da comarca formaram uma Junta Militar e elegeram comandante da mesma o padre José Ramón Quiroga y Uria, pároco da montanhosa freguesia de Casoio. O exército próprio dos valdeorreses teve encontros com as tropas napoleônicas e participou na tomada de Vilafranca del Bierzo, atualmente na Província de Leão. No entanto, o contra-resultado fora uma alta mortandade e a destruição de várias aldeias.
O liberalismo, desde 1833, assume uma nova organização provincial, passando a ser incluída a comarca na nova província de Ourense. A Desamortização das terras monásticas a partir de 1836 teria efeitos na zona, ao ser fechado o convento de Correxais, único centro de ensino próximo.
No resto do século XIX o acontecimento de maior importância seria a construção do caminho-de-ferro entre Madrid e A Corunha, que passará pela vila do Barco. Fora inaugurado em 1885.
Em inícios do século XX, o protótipo de industrial vem sinalado pelo asturiano Marcelino Suárez, que instala uma usina de transformação de pedra caliça para produzir cal. Ha também alguma pequena indústria metalúrgica e as tradicionais adegas que exportam vinho, mormente para as cidades galegas.
O golpe militar de 1936 terá sérias consequências para a comarca. Apesar da resistência oposta pelas gentes aditas ao republicanismo, esta é esmagada pela Guarda Civil e reforços da Falange vindos da cidade de Ourense. O presidente da Câmara municipal, Abdón Blanco, foi detido e pouco depois fuzilado na capital provincial.
A queda das Astúrias republicana, em 1937, propiciaria que parte dos soldados vencidos se refugiassem nos montes valdeorreses. Junto com naturais que sobreviveram ocultos, àquele fenômeno deu lugar à formação de uma partida de guerrilheiros anti-franquistas, que atingiria os inícios da década de 1950. No Barco de Valdeorras foi instalada uma unidade da "Legión", corpo de exército profissional, para combater a guerrilha.
Só a construcão de barragens sobre o rio Sil e a nova estrada de entrada na Galiza activam a vida económica nos anos 50 e 60,  marcados pela emigração, em esta altura, nomeadamente para Europa Occidental. Porém de vagar nasceu uma nova indústria a partir da ardósia, que explora os potentes jazigos existentes no próximo município de Carballeda de Valdeorras. Com ajuda técnica francesa, o trabalho, antes predominantemente manual, passa a ser mecanizado. Ainda que O Barco ficasse relativamente longe das canteiras de extracção, várias das oficinas de transformado instalar-se-iam no seu município. Ao tempo, a existência de centros de estudo para ensino de segundo grau, desde começos da década de 1970, impulsionou a imigração para O Barco desde os municípios próximos, projectando o crescimento populacional da vila. Porém, a comarca perdeu população a respeito da década de 1940.